# Жил Гранжие
Жил Гранжие (на френски: Gilles Grangier) е френски режисьор и сценарист. 

## Биография
Той режисира 55 филма и няколко телевизионни сериала между 1943 и 1985 г. Неговият филм „Архимед, скитника“ е в програмата на 9-ия Международен филмов фестивал в Берлин, където Жан Габен спечели „Сребърна мечка“ за най-добър актьор.

## Избрана филмография
| Година | Филм                      | Оригинално заглавие    | Бележки                   |
| ------ | ------------------------- | ---------------------- | ------------------------- |
| 1954   | Априлска риба             | Poisson d'avril        |                           |
| 1958   | Среднощни безредици       | Le désordre et la nuit |                           |
| 1959   | Архимед, скитника         | Archimède le clochard  |                           |
| 1959   | Улица Монмартър, 125      | 125, rue Montmartre    |                           |
| 1961   | Кралят на фалшификаторите | Le cave se rebiffe     |                           |
| 1962   | Джентълменът от Епсъм     | Le Gentleman d'Epsom   |                           |
| 1963   | Приготвено с масло        | La Cuisine au beurre   |                           |
| 1964   | Неблагодарна възраст      | L'âge ingrat           |                           |
| 1965   | Важни персони             | Les Bons Vivants       | ко-режисьор с Жорж Лотнер |
| 1968   | Мъжът с Буика             | L’Homme à la Buick     |                           |